# Jim Henson: Ein Mann voller Ideen
Jim Henson: Ein Mann voller Ideen ist ein US-amerikanischer Dokumentarfilm aus dem Jahr 2024 unter der Regie von Ron Howard über den Puppenspieler Jim Henson. Der Film feierte seine Premiere bei den 77. Filmfestspielen von Cannes in der Sektion Cannes Classics am 18. Mai 2024. Die weltweite Erstausstrahlung erfolgte auf Disney+ am 31. Mai 2024.

## Handlung
Der Film zeichnet Hensons Leben nach, von den ersten Jahren seiner Karriere bis zur Erschaffung von Werken wie Die Muppets, Sesamstraße und Der dunkle Kristall, konzentriert sich aber auch auf seine kreative und romantische Partnerschaft mit seiner Frau Jane Henson. Der Film enthält Interviews mit Familienmitgliedern und Mitarbeitern von Jim Henson, darunter Frank Oz.

## Produktion
Ein biografischer Spielfilm über das Leben von Jim Henson, bekannt als Muppet Man, befand sich seit 2010 bei Walt Disney Pictures und The Jim Henson Company in Entwicklung. Das Projekt basierte auf einem Drehbuch von Christopher Weekes, das auf der Schwarzen Liste 2009 ganz oben stand. Im April 2021 wurde berichtet, dass Michael Mitnick mit der Neufassung des Drehbuchs beauftragt wurde, das zuvor von Aaron und Jordan Kandell geschrieben worden war. Jim Hensons Tochter Lisa Henson würde als Produzentin fungieren.
Im März 2022 wurde ein weiterer Versuch, Hensons Leben zu adaptieren, als Jim Henson Idea Man angekündigt, wobei Ron Howards und Brian Grazers Imagine Entertainment mit Disney+ an einem Dokumentarfilm „mit der vollen Beteiligung und Kooperation der Henson-Familie“ zusammenarbeiten würden. Der Titel des Films sowie das geplante Erscheinungsdatum am 31. Mai 2024 auf Disney+ wurden am 11. April 2024 offiziell bekannt gegeben.

## Kritiken
Michael Nordine von Variety meinte, Idea Man sei ein konventioneller Dokumentarfilm, „dessen Wohlfühlcharme nur geringfügig durch sein Festhalten an der bewährten Sachbuchformel untergraben wird... Es ist leicht, sich zu wünschen, Idea Man wäre so kühn wie sein Thema, aber es ist genauso leicht, von dieser verdienten, herzlichen Hommage an ihn überzeugt zu werden.“ Matthew Carey von Deadline Hollywood reflektierte über die früheren Dokumentarfilme, die über Hensons Leben und Karriere gedreht wurden, meinte aber, dass „[Ron] Howard dem Thema durch den geschickten Einsatz von Animationen, die auf Hensons beeindruckenden Zeichnungen basieren, und wunderbaren Archivraritäten, die über das hinausgehen, was in früheren Behandlungen von Hensons Leben zu sehen war, neue Energie verleiht“.
Für The Hollywood Reporter schrieb Daniel Feinberg, Idea Man biete "weniger Einblicke in Hensons Persönlichkeit und seine Beweggründe als vielmehr schiere Beweise für seinen Tatendrang. Das ist in Ordnung, und die Dokumentation ist in Ordnung. Jeder, der Henson und seine Arbeit mag, wird mit dem Material, das Howard hier zusammengestellt hat, die nötigen Lacher, Nostalgie und wahrscheinlich auch Emotionen erleben." Kate Erbland von IndieWire bewertete den Film mit B+ und schrieb, dass sich Howard trotz der mit Stars besetzten Interviews in Ehrlichkeit übt. Der Film ist dadurch viel besser, auch wenn er nicht den ganzen Zauber und Umfang von Hensons Leben und Werk einfangen kann."